# Хайнрих цу Щолберг (Вернигероде)
Хайнрих (XI) фон Щолберг-Щолберг (на немски: Heinrich (XI) zu Stolberg-Stolberg; * 29 ноември 1551 в Щолберг, Харц; † 16 април 1615 в Зайгерхюте, Вернигероде) от фамилията Щолберг е граф на Щолберг-Щолберг-Вернигероде-Хонщайн.
Той е най-малкият син на граф Волфганг фон Щолберг-Вернигероде (1501 – 1552) и втората му съпруга Геновефа фон Вид († 1556), дъщеря на граф Йохан III фон Вид († 1533) и Елизабет фон Насау-Диленбург (1488 – 1559).
Брат е на Волфганг Ернст (1546 – 1606), граф цу Щолберг-Щолберг, Бото фон Щолберг (1548 – 1577), Йохан (1549 – 1612), граф цу Щолберг-Щолберг, и на Анна фон Щолберг (1550 – 1623), канонеса в Кведлинбург (1601).
Хайнрих фон Щолберг се жени между 1 януари 1583 и 24 юни 1583 г. за графиня Адриана фон Мансфелд–Арнщайн (* 20 септември 1559; † 25 септември 1625 в Илзенбург), дъщеря на граф Йохан Албрехт VI фон Мансфелд-Арнщайн (1522 – 1586) и първата му съпруга графиня Магдалена фон Шварцбург (1530 – 1565). Те нямат деца.
Хайнрих фон Щолберг умира на 16 април 1615 г. на 63 години в Зайгерхюте, Вернигероде, и е погребан в Хасероде.